# Čiovo
Čiovo is een eiland aan de Adriatische kust met een oppervlakte van 28,8 km², een lengte van 15,3 km en een breedte van 3,5 kilometer. Per 2001 had het eiland 6071 inwoners. Gelegen op 218 meter, is Rudine het hoogste punt van het eiland.
Jaarlijks valt er 900 mm regen.

## Geschiedenis
Tijdens de middeleeuwen waren veel van de dorpjes op het eiland leprozerieën. Nabij Slatine, in de Supetar grot zijn delen van een kerk in preromaanse stijl gevonden. De middeleeuwse kerk Sint-Maurits (Sv. Mavro) in het dorp Žedno is bewaard gebleven, en de preromaanse kerk van Maria (Gospa pokraj mora) ligt vlak aan de zee. De bevolking van Čiovo nam in de 15e eeuw toe nadat mensen op de vlucht voor de oprukkende Turken zich hier vestigden. De bevolking nam ook toe toen de bebouwde kom van Trogir zich tot aan het eiland uitbreidde.

### Erfgoed
De dominicaanse kerk en het klooster van het Heilige Kruis (Sv. Križ, vijf kilometer van Trogir) zijn in de 15e eeuw gebouwd door de heersers Ivan Drakanović en Nikola Mladinov. In het franciscaanse Sint-Antoniusklooster (Sv. Antun) is een schilderij van Palma de Verjonger en een beeldhouwwerk van St. Magdalena gemaakt door Ivan Duknović. Langs de kust staat de kerk van Sint-Hieronymus. Aan de oostkust, op een klif, staat de kerk van Prizidnica. Aan de zuidwestelijke kant van Čiovo is een klein eilandje genaamd Fumija, hier liggen overblijfselen van een kerk uit de oudheid of de vroege middeleeuwen, deze kerk heet de Sveta Fumija, er zijn hier ook boerderijen te vinden van monniken uit Trogir die volgelingen van Sint-Benedictus van Nursia waren.

## Geografie
Čiovo ligt in Centraal-Dalamtië nabij de stad Trogir en de golf van Kaštela. Het zuidoostelijke deel is slechts twee kilometer verwijderd van Marjan, het noordelijke gedeelte is met een basculebrug verbonden met het oude centrum van Trogir, dat zichzelf ook heeft uitgespreid naar het eiland toe. Naast een deel van Trogir liggen er verder nog enkele dorpjes, zoals Arbanija, Žedno, Okrug Gornji, Okrug Donji, Slatine and Prizidnica.Okrug Gornji is het dichtst bevolkt en herbergt vele toeristische faciliteiten en appartementen.
De vegetatie is typisch mediterraan, voornamelijk bestaande uit steeneiken, mirte, alsem en jeneverbessen. De noordelijke kant is blootgesteld aan de Bora, hier bevindt zich meer geharde vegetatie zoals pijnbomen en cipressen. De landbouw bestaat onder andere uit olijven, vijgen, amandelen, klimplanten (wijnbouw en citrusfruit.
In 2005 werd er een ambitieus plan gelanceerd om op de oostelijke punt van het eiland (Slatine) een groot economisch centrum naar het voorbeeld van Manhattan te ontwikkelen. Daarbij wilde men verschillende grote multinationals verleiden om daar hun Zuid- of Oost-Europese vestiging te vestigen. Als pluspunt van Čiovo hiervoor werd de gunstige ligging qua klimaat en omgeving en qua benodigde infrastructuur genoemd: het eiland is via de grote havenstad Split verbonden met de snelweg A1 vanuit Zagreb, via een tweede brug, die in 2018 voltooid is. Verder ligt het eiland veel dichter bij Luchthaven Split dan Split zelf; van Trogir naar de luchthaven is het 5,5 kilometer rijden.